# Theodor Herzbruch

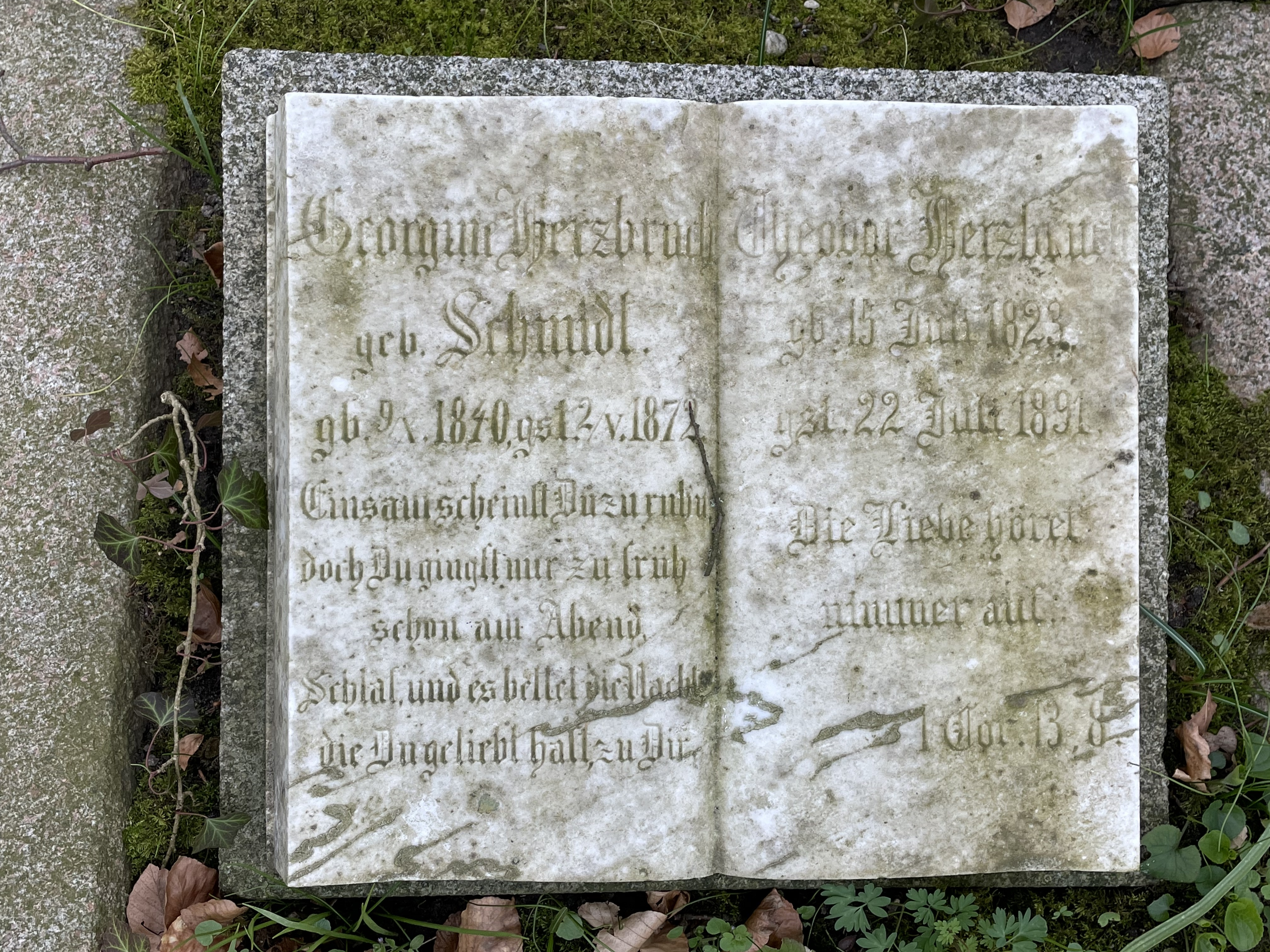
Grabstein von Theodor Herzbruch und seiner Frau auf dem Alten Friedhof in Flensburg

Theodor Herzbruch (* 15. Juli 1823 in Glückstadt; † 22. Juli 1891 in Glücksburg) war ein deutscher Buchhändler.

## Leben
Herzbruch war der Sohn des holsteinischen Generalsuperintendenten Johann Carl Julius Herzbruch. Er besuchte das Gymnasium in Glückstadt und ging anschließend fünf Jahre lang in der Buchhandlung J. G. Heyse in Bremen in die Lehre. Anschließend arbeitete er in Buchhandlungen in Kiel und Troppau. 1848 trat Herzbruch in die schleswig-holsteinische Armee ein und stieg dort zum Offizier auf. In der Schlacht bei Idstedt erlitt er eine Schulterverletzung, die eine lebenslange Behinderung nach sich zog.
1854 machte sich Herzbruch als Buchhändler in Flensburg selbstständig. Seine Buchhandlung wurde zu einem Zentrum der deutschen Bewegung in Schleswig-Holstein, was für Herzbruch verschiedentlich juristische Verfolgung nach sich zog. 1862 initiierte er eine Sammlung für die deutsche Flotte und hielt mehrere Reden, wodurch er in noch größeren Konflikt mit den dänischen Behörden geriet. In der Folge verkaufte Herzbruch sein Geschäft zum Schein an seinen Mitarbeiter August Westphalen. Herzbruch verließ Schleswig-Holstein und widmete sich nun noch stärker der politischen Agitation. Erst 1864 kehrte er – zusammen mit preußischen Truppen – nach Flensburg zurück.
Herzbruch führte seine Buchhandlung nun nicht mehr weiter, sondern gründete eine Buchdruckerei und die Flensburger Norddeutsche Zeitung. Die ersten Probenummern dieser Zeitung erschienen mit der Genehmigung des österreichischen und des preußischen Zivilkommissars am 25. März 1864. Die Zeitung hatte sich, wie in den Probenummern verlautbart wurde, folgendes Ziel gesetzt: „Wirken mit allen zu Gebote stehenden Kräften für die Vereinigung der Herzogthümer Schleswig und Holstein zu einem von Dänemark gänzlich getrennten Staatswesen“.
1869 verkaufte Herzbruch auch seine letzten Anteile an der Buchhandlung, die nun unter dem Namen „August Westphalen, vormals Th. Herzbruch’s Buchhandlung“ firmierte. In Flensburg gehörte Herzbruch der Freimaurerloge „Wilhelm zur nordischen Treue“ an. Außerdem war er 1878 Sekretär der Industrie- und Handelskammer.
1877 musste Herzbruch aus gesundheitlichen Gründen sein Geschäft aufgeben. Er lebte nun abwechselnd bei Verwandten auf Kuba, in Görbersdorf und in verschiedenen Kurorten.
Herzbruch war verheiratet mit Georgine, geb. Schmidt (1840–1872). Seine Frau und er liegen auf dem Alten Friedhof in Flensburg begraben.